# Athens (Ohio)
Athens is een kleine universiteitsstad in het zuidoosten van de Amerikaanse staat Ohio aan de Hocking River. In 2000 telde ze 21.342 inwoners.

## Geschiedenis
De eerste permanente bewoners vestigden zich in Athens in 1797. In 1803 werd Ohio uitgeroepen tot een Amerikaanse staat en in 1804 werd Ohio University gevestigd als de eerste instelling voor gevorderd leren in het Northwest Territory. In 1811 werd Athens officieel een dorp.
Athens werd in 1912 pas een stad, omdat in Ohio 5.000 permanente inwoners nodig zijn om een stad te worden. In totaal heeft Athens net meer dan 6.000 permanente inwoners, de overige inwoners zijn studenten.

## Plaatsen in de nabije omgeving
De onderstaande figuur toont nabijgelegen plaatsen in een straal van 16 km rond Athens.

## Geboren
- Maya Lin (1959), architecte, beeldhouwster en land art-kunstenares